# Margites decipiens
Margites decipiens là một loài bọ cánh cứng trong họ Cerambycidae.